# Marc Seguin
Marc Seguin (Annonay, 20 de abril de 1786 — 24 de fevereiro de 1875) foi um engenheiro e inventor francês.
Inventou a primeira caldeira tubular e também o primeiro barco a vapor. Suas pesquisas foram conduzidas em colaboração com George Stephenson.
Aperfeiçoou o sistema da ponte suspensa, de modo a permitir a travessia de largos rios. A primeira que realizou foi sobre o rio Cance, em Annonay, e tinha um tabuleiro com 18 metros.
Responsável pelas primeiras linhas de caminho de ferro na França, em Lyon e Saint-Étienne, equipadas com máquina a vapor de Stephenson, com as suas próprias caldeiras tubulares.
Marc Seguin é um dos 72 nomes na Torre Eiffel.